# Diospyros labillardierei
Diospyros labillardierei är en tvåhjärtbladig växtart som beskrevs av Frank White. Diospyros labillardierei ingår i släktet Diospyros och familjen Ebenaceae. Inga underarter finns listade i Catalogue of Life.